# 이마조정
이마조정(今庄町)은 후쿠이현 난조군에 놓여졌던 정이다. 1955년 4개 촌이 합병하여 성립하였다. 2005년 1월 1일, 난조군 난조정, 고노촌 등 3개 정·촌이 합병, 미나미에치젠정이 신설되고 이마조정 등은 폐지되었다.

## 지리
히노강의 최상류부에 해당하며 유역에는 히로노 댐, 마스야 댐, 야차가이케가 있다.

## 역사
- 1955년 4월 1일 - 난조군 이마조촌, 사카이촌, 다쿠라촌, 유노오촌 등 4개 촌이 합병해 이마조정이 성립하였다.
- 2005년 1월 1일 - 이마조정, 난조정, 고노촌 등 3개 정·촌이 합병하여 미나미에치젠정이 성립하였다. 이마조정 등은 폐지되었다.

## 행정
합병시의 정장: 니시무라 유시오(西村由夫)

## 교통

### 철도
- 서일본 여객철도 호쿠리쿠 본선

### 도로
남북 방향으로 호쿠리쿠 본선(호쿠리쿠 터널)과 국도 365호선이 관통하고 있다.또한 쓰루가 시와는 호쿠리쿠 자동차도와 국도 476호 기노메고개 터널이 통하고 있다.호쿠리쿠 자동차도에는 이마조 나들목이 설치되어 있다.
- 호쿠리쿠 자동차도
- 국도 8호선
- 국도 365호선(전 구간 중복)
- 국도 472호선